# Lijst van voetbalinterlands Bulgarije - Israël (vrouwen)
Deze lijst van voetbalinterlands is een overzicht van alle officiële voetbalinterlands tussen de nationale vrouwenteams van Bulgarije en Israël. De landen hebben tot nu toe vijf keer tegen elkaar gespeeld.

## Wedstrijden
| № | Plaats     | Datum            | Competitie                       | Wedstrijd          | Uitslag |
| - | ---------- | ---------------- | -------------------------------- | ------------------ | ------- |
| 1 | Albena     | 8 april 2003     | Albena Cup                       | Bulgarije − Israël | 0 − 2   |
| 2 | Plovdiv    | 23 juni 2022     | WK 2023 kwalificatie             | Bulgarije − Israël | 0 − 2   |
| 3 | Ness Ziona | 1 september 2022 | WK 2023 kwalificatie             | Israël − Bulgarije | 2 − 0   |
| 4 | Sofia      | 21 februari 2025 | UEFA Women's Nations League 2025 | Bulgarije − Israël | 1 − 3   |
| 5 | Budaörs    | 8 april 2025     | UEFA Women's Nations League 2025 | Israël − Bulgarije | 3 − 3   |

## Samenvatting
| Competitie                  | Totaal gespeeld | Winst Bulgarije | Gelijk | Winst Israël | Doelsaldo Bulgarije – Israël |
| --------------------------- | --------------- | --------------- | ------ | ------------ | ---------------------------- |
| WK-kwalificatie             | 2               | 0               | 0      | 2            | 0 − 4                        |
| UEFA Women's Nations League | 2               | 0               | 1      | 1            | 4 − 6                        |
| Albena Cup                  | 1               | 0               | 0      | 1            | 0 − 2                        |
| Totaal                      | 5               | 0               | 1      | 4            | 4 − 12                       |